# Ugashik River
Der Ugashik River ist ein Zufluss des Beringmeeres auf der Alaska-Halbinsel im Südwesten des US-Bundesstaats Alaska.

## Verlauf
Der 74 Kilometer lange Fluss entwässert den Upper Ugashik Lake an dessen Südufer. Im Anschluss durchfließt er den Lower Ugashik Lake und verlässt diesen an dessen Nordwestufer. Er fließt in überwiegend westlicher Richtung zur Ugashik Bay, einer kleinen Bucht an der Nordwestküste der Alaska-Halbinsel. 17 Kilometer oberhalb der Mündung liegt am linken Flussufer die Siedlung Ugashik. Acht Kilometer weiter flussabwärts mündet der Dog Salmon River, der einzige größere Nebenfluss, von links in den Ugashik River. Der King Salmon River mündet unmittelbar westlich des Ugashik Rivers in die Ugashik Bay.  

## Fischfauna
Im Spätsommer wandern die Lachse den Ugashik River hinauf zu ihren Laichplätzen in den Ugashik Lakes. Die häufigsten der fünf im Fluss vorkommenden Lachsarten sind Silberlachs (Oncorhynchus kisutchi) und Rotlachs (Oncorhynchus nerka).